# Fredrik Modin
Fredrik Modin (* 8. října 1974 Sundsvall) je bývalý švédský profesionální hokejový útočník.

## Hráčská kariéra
Svou profesionální kariéru zahájil v roce 1994 v týmu švédské ligy Brynäs IF. V témže roce byl draftován jako číslo 64 do týmu Toronto Maple Leafs, kam přestoupil v roce 1996. V roce 1999 přestoupil do Tampa Bay Lightning, v roce 2006 do Columbusu Blue Jackets. V sezónách 2009–10 a 2010–11 vystřídal kromě Columbusu týmy Los Angeles Kings, Atlanta Thrashers a Calgary Flames. 18. května 2011 oznámil ukončení vrcholové hráčské kariéry. V sezoně 2013/14 odehrál jeden zápas v nižší švédské lize jeden zápas za tým Njurunda SK.
Se švédskou reprezentací získal zlatou olympijskou medaili v roce 2006 v Turíně, kromě toho je také držitelem zlaté medaile z mistrovství světa v roce 1998 a vítězem Stanley Cupu z roku 2004, za což je od roku 2006 členem Triple Gold Clubu (vítězství na mistrovství světa v ledním hokeji, olympijských hrách a zisk Stanleyova poháru).

## Ocenění a úspěchy
- 2004 Světový pohár – All-Star Tým
- 2006 Triple Gold Club

## Prvenství
- Debut v NHL – 5. října 1996 (Toronto Maple Leafs proti Anaheim Ducks)
- První asistence v NHL – 22. října 1996 (Toronto Maple Leafs proti San Jose Sharks)
- První gól v NHL – 7. listopadu 1996 (Ottawa Senators proti Toronto Maple Leafs, americkému brankáři Damian Rhodes)
- První hattrick v NHL – 22. října 2000 (New York Rangers proti Tampa Bay Lightning)

## Klubová statistika
| Sezóna       | Klub                  | Soutěž       |     | Základní část | Základní část | Základní část | Základní část | Základní část |    | Play off | Play off | Play off | Play off | Play off |
| Sezóna       | Klub                  | Soutěž       | Z   | G             | A             | B             | TM            | Z             | G  | A        | B        | TM       |          |          |
| 1991–92      | Timrå IK              | HAll         | 11  | 1             | 0             | 1             | 0             | —             | —  | —        | —        | —        |          |          |
| 1992–93      | Timrå IK              | HAll         | 30  | 5             | 7             | 12            | 12            | 5             | 1  | 0        | 1        | 0        |          |          |
| 1993–94      | Timrå IK              | HAll         | 32  | 16            | 16            | 32            | 34            | 2             | 0  | 1        | 1        | 6        |          |          |
| 1994–95      | Brynäs IF             | SEL          | 37  | 9             | 10            | 19            | 30            | 14            | 4  | 4        | 8        | 6        |          |          |
| 1995–96      | Brynäs IF             | SEL          | 22  | 4             | 8             | 12            | 22            | —             | —  | —        | —        | —        |          |          |
| 1996–97      | Toronto Maple Leafs   | NHL          | 76  | 6             | 7             | 13            | 24            | —             | —  | —        | —        | —        |          |          |
| 1997–98      | Toronto Maple Leafs   | NHL          | 74  | 16            | 16            | 32            | 32            | —             | —  | —        | —        | —        |          |          |
| 1998–99      | Toronto Maple Leafs   | NHL          | 67  | 16            | 15            | 31            | 35            | 8             | 0  | 0        | 0        | 6        |          |          |
| 1999–00      | Tampa Bay Lightning   | NHL          | 80  | 22            | 26            | 48            | 18            | —             | —  | —        | —        | —        |          |          |
| 2000–01      | Tampa Bay Lightning   | NHL          | 76  | 32            | 24            | 56            | 48            | —             | —  | —        | —        | —        |          |          |
| 2001–02      | Tampa Bay Lightning   | NHL          | 54  | 14            | 17            | 31            | 27            | —             | —  | —        | —        | —        |          |          |
| 2002–03      | Tampa Bay Lightning   | NHL          | 76  | 17            | 23            | 40            | 43            | 11            | 2  | 0        | 2        | 18       |          |          |
| 2003–04      | Tampa Bay Lightning   | NHL          | 82  | 29            | 28            | 57            | 32            | 23            | 8  | 11       | 19       | 10       |          |          |
| 2004–05      | Timrå IK              | SEL          | 43  | 12            | 24            | 36            | 58            | 7             | 1  | 1        | 2        | 8        |          |          |
| 2005–06      | Tampa Bay Lightning   | NHL          | 77  | 31            | 23            | 54            | 56            | 5             | 0  | 0        | 0        | 6        |          |          |
| 2006–07      | Columbus Blue Jackets | NHL          | 79  | 22            | 20            | 42            | 50            | —             | —  | —        | —        | —        |          |          |
| 2007–08      | Columbus Blue Jackets | NHL          | 23  | 6             | 6             | 12            | 20            | —             | —  | —        | —        | —        |          |          |
| 2008–09      | Columbus Blue Jackets | NHL          | 50  | 9             | 16            | 25            | 28            | 4             | 1  | 0        | 1        | 0        |          |          |
| 2009–10      | Columbus Blue Jackets | NHL          | 24  | 2             | 4             | 6             | 12            | —             | —  | —        | —        | —        |          |          |
| 2009–10      | Los Angeles Kings     | NHL          | 20  | 3             | 2             | 5             | 14            | 6             | 3  | 1        | 4        | 2        |          |          |
| 2010–11      | Atlanta Thrashers     | NHL          | 36  | 7             | 3             | 10            | 12            | —             | —  | —        | —        | —        |          |          |
| 2010–11      | Calgary Flames        | NHL          | 4   | 0             | 0             | 0             | 2             | —             | —  | —        | —        | —        |          |          |
| Celkem v SEL | Celkem v SEL          | Celkem v SEL | 102 | 25            | 42            | 67            | 110           | 21            | 5  | 5        | 10       | 14       |          |          |
| Celkem v NHL | Celkem v NHL          | Celkem v NHL | 898 | 232           | 230           | 462           | 453           | 57            | 14 | 12       | 26       | 42       |          |          |

## Reprezentace
| Rok                       | Tým                       | Soutěž                    | Z  | G  | A  | B  | TM |
| ------------------------- | ------------------------- | ------------------------- | -- | -- | -- | -- | -- |
| 1994                      | Švédsko 20                | WJC                       | 7  | 2  | 2  | 4  | 2  |
| 1996                      | Švédsko                   | MS                        | 6  | 1  | 1  | 2  | 4  |
| 1998                      | Švédsko                   | MS                        | 5  | 3  | 3  | 6  | 0  |
| 2000                      | Švédsko                   | MS                        | 7  | 3  | 1  | 4  | 4  |
| 2001                      | Švédsko                   | MS                        | 9  | 3  | 2  | 5  | 10 |
| 2004                      | Švédsko                   | SP                        | 4  | 4  | 4  | 8  | 2  |
| 2006                      | Švédsko                   | OH                        | 8  | 2  | 1  | 3  | 6  |
| 2010                      | Švédsko                   | OH                        | 3  | 0  | 1  | 1  | 0  |
| Juniorská kariéra celkově | Juniorská kariéra celkově | Juniorská kariéra celkově | 13 | 1  | 4  | 5  | 10 |
| Seniorská kariéra celkově | Seniorská kariéra celkově | Seniorská kariéra celkově | 42 | 16 | 13 | 29 | 26 |